# Прундас
Прундас — деревня в Ермишинском районе Рязанской области. Входит в Надежкинское сельское поселение.

## География
Находится в северо-восточной части Рязанской области на расстоянии приблизительно 6 км на восток-юго-восток по прямой от районного центра поселка Ермишь.

## История
В 1862 году здесь (тогда деревня Николаевка или Прудас или Успенский поселок Темниковского уезда Тамбовской губернии) было учтено 15 дворов.

## Население
| 2004 | 2010 | 2011 | 2023 |
| ---- | ---- | ---- | ---- |
| 1    | →1   | →1   | ↘0   |

Численность населения: 103 человека (1862 год), 270 (1914), 1 в 2002 году (русские 100 %), 1 в 2010.